# Actas das Sessões da Câmara Municipal de Lisboa

Actas das sessões da Câmara Municipal de Lisboa foram publicadas pela Câmara Municipal de Lisboa entre 1886 e 1926, impressas na Imprensa Libanio da Silva. Encontram-se disponiblizadas pela Hemeroteca Digital, na web, os anos de 1908 a 1910 e 1914 a 1918. Em 1927 a sua designação de  actas das sessões foi substituída por boletim, novo título com o qual continuou até 1937.